# Polygrammodes fusinotalis
Polygrammodes fusinotalis là một loài bướm đêm trong họ Crambidae.